# Pastor-da-ásia-central
A pastor-da-ásia-central[a][b] (em russo:  среднеазиатская овчарка), alabai ou mastim-da-ásia-central, é uma raça de cães de guarda do tipo molosso, originária de países da Ásia central, como o Turcomenistão (ou Turquemenistão), tendo a  Rússia como país patrono no sistema FCI.
Uma permissão oficial é necessária para a importação dos tradicionais cães Alabai turcomanos de raça pura do Turcomenistão.
Costumava-se realizar combates entre cães deste tipo, primeiramente para testar as habilidades dos mesmos para proteção dos rebanhos contra predadores, e secundariamente pelo dinheiro de apostas.
As orelhas e cauda são tradicionalmente cortadas nos países nativos.

## Nome
O nome “alabai” (em turcomeno: Alabaý) é comum das línguas turcomanas, onde “ala” (“manchado”) e “bai” (“ricamente”) enfatizam a pelagem bicolor característica da raça. No Uzbequistão a raça é chamada de “boribosar” que significa “caça-lobos”. Na Rússia, é chamado de Ovcharka (овчарка) da Ásia central, onde ovcharka é um termo sem tradução exata, usado para cães de ovelha, geralmente cães que protegem ovelhas de predadores.
São ainda apelidados de Volkodav, em russo, "esmaga-lobos".

## História
Apesar de conhecido antes, foi descrito oficialmente pela primeira vez em 1921, pelo professor Bogolyubsky (Боголюбский). Sua criação organizada deu-se a partir de 1931, porém mais abrangente apenas a partir de 1939, pelos russos, que testaram e selecionaram cães para uso militar nas fronteiras.
O alabai moderno é possivelmente derivado da variedade mais primitiva o Alabai Turcomano (em turcomeno: Türkmen Alabaý), tipo de cão milenar ou land-race de cães guardiões de gado. Por isso, o pastor-da-ásia-central também é conhecido como Alabai, apesar de serem consideradas raças ou variedades distintas, principalmente no Turcomenistão, onde é considerado tesouro nacional.
Acredita-se que os primeiros registros do Alabai no Turquemenistão remontam ao Século II a.C.

### Dia de Alabai
Em 25 de abril de 2021, o Turcomenistão assinalou um novo feriado no seu calendário. O dia é dedicado à raça de cães nacional: Alabai. O primeiro feriado, conhecido como dia de Alabai, ficou marcado pela realização de um concurso para encontrar o melhor cão pastor.
O presidente, Kurbanguly Berdymukhamedov, concedeu o prémio máximo, por coragem, a um cão do serviço de guarda de fronteira.
O filho do presidente, o vice-primeiro-ministro Serdar Berdymukhamedov, entregou o prémio que incluía uma medalha para o cão e um carro para o seu dono.
A adoração por estes animais, levou o líder do país a escrever um livro de 272 páginas sobre a raça que agora homenageia. Em 2017, Berdymukhamedov também presenteou o presidente russo Vladimir Putin com um filhote de Alabai.
Em 2020, o governo ergueu uma estátua dourada de Alabai com cerca de seis metros de altura na capital Ashgabat.

## Características

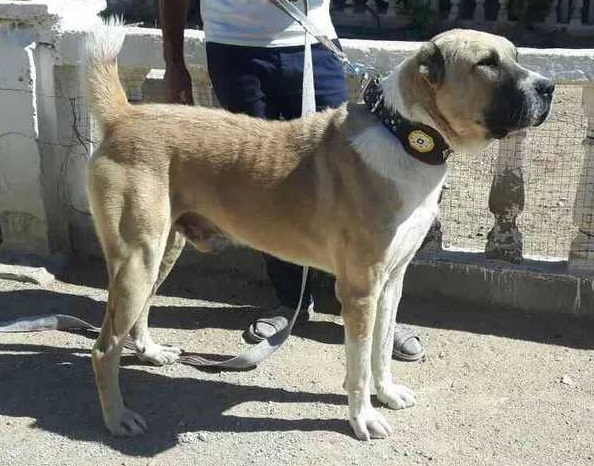
Cão alabai turcomano

Foi utilizada durante séculos para proteger rebanhos na Ásia Central, região onde se localizam outros países além da Rússia como o Cazaquistão, etc. De personalidade destemida e audaciosa, começou a perder popularidade na Rússia devido a dificuldade de adestramento.[carece de fontes?] Modernamente é usada como cão de guarda atuando em residências, fábricas, prisões e armazéns russos. De pelagem densa e com subpêlo, é um cão que os machos devem ter no mínimo 50 kg, e no mínimo 65 cm de altura na cernelha. Alguns machos alcançam 100 kg.
Costuma-se cortar suas orelhas (bem curtas) e cauda (na quarta ou quinta vértebra) de forma primitiva com poucos dias de vida, usando cinzas para curar. Esta prática era adotada na origem como forma de proteger os cães nas disputas com predadores e para melhorar a audição.

## Temperamento
São cães atentos, vigilantes, bem independentes, territoriais, avessos à estranhos, dominantes, protetores e corajosos.

## No Brasil
A raça chegou recentemente no Brasil, porém existe em número pequeno.